# Psilochorus itaguyrussu
Psilochorus itaguyrussu är en spindelart som beskrevs av Huber, Rheims och Antonio D. Brescovit 2005. Psilochorus itaguyrussu ingår i släktet Psilochorus och familjen dallerspindlar. Inga underarter finns listade i Catalogue of Life.